# Épreuve de rallycross de Mayenne
Épreuve précédente Épreuve suivante

L'épreuve de rallycross de Mayenne est une course automobile sur circuit qui fait partie du championnat de France de rallycross. Cette épreuve est actuellement organisée sur le circuit Maurice Forget / Mayenne à Châtillon-sur-Colmont en Mayenne.

## Histoire
Ce circuit est né de la volonté de Gustave Tarrière, père de la pilote Jessica Tarrière, et de Maurice Forget, dirigeant du groupe Forget Formation ayant donné son nom au circuit.

## Spécificités
D'une longueur de 1 143 mètres et d'une largeur allant de 9 à 16 mètres, la piste est composée, à 68 % de terre (773 mètres), et 32 % d’asphalte (370 mètres). La longueur de la ligne droite de départ est de 168 mètres. Le Tour Joker, en disposition intérieure mesure 1095 mètres, soit 48 mètres de moins que le tracé normal.

« Un peu comme Kerlabo. C’est technique et beaucoup de petites choses peuvent te faire aller plus vite. Il y a aussi beaucoup de dénivelé et nous n’avons pas le droit à l’erreur avec les rails… »

— Fabien Pailler

## Records de la piste
- Supercar :  Samuel Peu en 0 min 43 s 515 (2019,  Peugeot 208 I RX)
- Super 1600 :  Yvonnick Jagu en 0 min 45 s 804 (2019,  Škoda Fabia II S1600)
- Division 3 :  David Vincent en 0 min 44 s 765 (2019,  Renault Clio IV V6 T3F)
- Division 4 :  Xavier Goubill en 0 min 46 s 319 (2019,  Peugeot 306 Maxi)

## Palmarès

### Par année
| Saison | Supercar                                  | Super 1600                                | Division 3                                    | Division 4                                |
| ------ | ----------------------------------------- | ----------------------------------------- | --------------------------------------------- | ----------------------------------------- |
| 2016   | Phillippe Maloigne Peugeot 208 I RX       | Maximilien Eveno Citroën C2 S1600         | Christophe Saunois Toyota Corolla E120 V6 T3F | Stéphane Hameau Peugeot 306 Maxi          |
| 2017   | Fabien Pailler Peugeot 208 I RX           | Jean-Sébastien Vigion Renault Clio III    | Mathieu Trevian Volkswagen Scirocco           | Stéphane Hameau Peugeot 306 Maxi          |
| 2018   | Fabien Chanoine Renault Clio IV Supercar  | Yvonnick Jagu Škoda Fabia II S1600        | Xavier Briffaud Mini Cooper                   | Xavier Goubill Peugeot 306 Maxi           |
| 2019   | Samuel Peu Peugeot 208 I RX               | Yuri Belevskiy Audi A1                    | David Vincent Renault Clio IV V6 T3F          | Geoffroy Blanchard Honda Civic 7 Type R   |
| 2020   | Annulé à cause de la pandémie de Covid-19 | Annulé à cause de la pandémie de Covid-19 | Annulé à cause de la pandémie de Covid-19     | Annulé à cause de la pandémie de Covid-19 |
| 2021   | Samuel Peu Peugeot 208 I WRX              | Jimmy Terpereau Citroën C2 S1600          | Benoit Morel Ford Fiesta MkVII                | Tony Bardeau Honda Civic 7 Type R         |
| 2022   | Julien Fébreau Peugeot 208 I WRX          | Anthony Paillardon Audi A1 I              | Anthony Pelfrène Renault Clio IV              | Jean-François Blaise Renault Clio IV      |